# Kenneth McKellar
Kenneth McKellar, född 23 juni 1927 i Paisley i Renfrewshire i Skottland, död 9 april 2010 i South Lake Tahoe i Kalifornien, var en brittisk sångare. Han var tenor.
McKellar studerade på Royal College of Music och blev operasångare.
Han representerade Storbritannien i Eurovision Song Contest 1966 i Luxemburg.